# Consell Comarcal del Barcelonès
El Consell Comarcal del Barcelonès (CCB) era una entitat local de caràcter territorial que tingué plena vigència entre el 1988 i el 2019. Va ser constituït el 9 de març de 1988, a l'empara de la llei 6/1987 de 4 d'abril, sobre l'organització comarcal de Catalunya. La supressió del Consell Comarcal del Barcelonès, conseqüència d'un acord d'autodissolució del 2017, va ser aprovada per la Llei 1/2019, del 15 de febrer, que entrà en vigor el 20 de febrer, l'endemà de la seva publicació al DOGC. La liquidació definitiva fou aprovada, per decret del Govern, el 10 de setembre de 2019.
D'acord amb el Text refós de la Llei d'organització comarcal de Catalunya, aprovat pel Decret legislatiu 4/2003, del 4 de novembre (TRLOCC), els seus òrgans de govern eren: el Ple, la Presidència, la Vicepresidència, el Consell d'Alcaldes i la Comissió Especial de Comptes. Al Ple li pertocaven trenta-nou membres electes.

## Acord de supressió
El 15 de març de 2017, el ple del mateix Consell Comarcal va aprovar, per majoria absoluta, una moció unitària per instar la Generalitat i el Parlament a iniciar el procediment de supressió de la institució. La moció també defensava garantir els drets dels treballadors de l'entitat, ja que inicialment el text advocava per garantir els llocs de treball. Dos mesos més tard, el 17 de maig i en tramitació pel procediment d'urgència, el Parlament de Catalunya va fer el debat a la totalitat de tres proposicions de llei al respecte, presentades per JxSí, el PSC i C's, que van superar el tràmit. Les dues primeres proposaven que les competències i serveis del Consell Comarcal es distribuïssin entre els ajuntaments de la comarca, l'Àrea Metropolitana de Barcelona (AMB), la Diputació de Barcelona, altres consells comarcals o la Generalitat. En canvi, la proposta de C’s passava per atribuir totes les competències directament a l'AMB.

## Llei de supressió
El 6 de febrer del 2019, el Ple del Parlament de Catalunya aprovava la "Llei de supressió del Consell Comarcal del Barcelonès" que, signada pel President Joaquim Torra el dia 15, era publicada en el Diari Oficial de la Generalitat de Catalunya el 19. Va tenir un ampli consens, registrant-se 125 vots a favor, de tots els grups parlamentaris menys la CUP-CC que es va abstenir en haver-se rebutjat la seva esmena d'establiment d'una auditoria externa per avaluar la gestió del Consell. Aquesta llei regula la supressió del Consell i estableix una comissió mixta amb representants de la Generalitat, del Consell Comarcal i de l'Àrea Metropolitana de Barcelona per fer una proposta de distribució de competències que depenien d'aquest òrgan.
El 26 de març es creava la comissió mixta prevista a la llei, formada per: set representants de l'Administració de la Generalitat i un representant de cadascun dels municipis que formen part de la comarca del Barcelonès; un del Consell Comarcal del Barcelonès; un de l'Àrea Metropolitana de Barcelona. Els representants dels treballadors podrien assistir a les reunions amb veu i sense vot quan es tractessin temes que els afectaven laboralment. Aquesta comissió va fer tres sessions durant el mes d'abril i va elaborar la proposta de distribució de les competències, les activitats i els serveis del Consell Comarcal del Barcelonès però, en haver-hi hagut discrepàncies per part de la representació de l'Ajuntament de Barcelona, la llei obligava a sotmetre-la, juntament amb les discrepàncies formulades, al Parlament perquè s'hi pronunciés, amb caràcter previ a l'aprovació, cosa que el Govern va fer per acord del 28 de maig de 2019. El Parlament de Catalunya, per via de la Comissió d'Afers Institucionals, va ratificar la proposta el 3 de juliol.
Una setmana més tard d'aquesta ratificació, el 9 de juliol de 2019, el Govern va aprovar la creació de la comissió gestora que havia de pilotar el Consell Comarcal del Barcelonès fins que fos suprimit definitivament. Els cinc membres d'aquesta comissió, tres de la Generalitat i dos del Consell Comarcal, serien els responsables de l'ens fins que el Govern aprovés definitivament, mitjançant un altre decret, la dissolució del Consell Comarcal del Barcelonès.

## Liquidació
El 10 de setembre de 2019 el Govern va aprovar la distribució i traspàs de competències del Consell Comarcal del Barcelonès, amb la qual cosa es formalitzava la liquidació de l'organisme. Tanmateix, es mantenia una comissió liquidadora per supervisar el traspàs de competències. De fet, segons la disposició addicional primera del decret, la mateixa Comissió gestora del Consell Comarcal del Barcelonès, creada el 9 de juliol, passava a configurar-se com a Comissió liquidadora del Consell Comarcal del Barcelonès. Les competències de l'extint Consell Comarcal, així com els béns, els drets, les obligacions, els crèdits pressupostaris i el personal, van quedar repartits entre els ajuntaments afectats —Barcelona, l'Hospitalet de Llobregat, Badalona, Santa Coloma de Gramenet i Sant Adrià de Besòs— i organismes com l'Àrea Metropolitana de Barcelona (AMB).

## Presidència del Consell Comarcal del Barcelonès
| Legislatura | President / Presidenta                                                           | Partit Polític | Càrrec local                                                                                         |
| ----------- | -------------------------------------------------------------------------------- | -------------- | --- |
| 1988-1991   | Joan Blanch i Rodríguez                                                          | PSC            | alcalde de Badalona                                                                                  |
| 1991-1995   | Joan Blanch i Rodríguez                                                          | PSC            | |
| 1995-1999   | Joan Blanch i Rodríguez                                                          | PSC            | |
| 1999-2003   | María Teresa Arqué i Ferrer                                                      | PSC            | alcaldessa de Badalona                                                                               |
| 2003-2007   | Joan Carles Mas i Bassa                                                          | PSC            | regidor de Santa Coloma de Gramanet                                                                  |
| 2007-2011   | Joan Carles Mas i Bassa                                                          | PSC            | |
| 2011-2015   | Jesús María Canga Castaño (2011-2013) Francesc Josep Belver i Vallés (2013-2015) | PSC            | alcalde de Sant Adrià de Besòs regidor de l’Hospitalet de Llobregat                                  |
| 2015-2019   | Francesc Josep Belver i Vallés                                                   | PSC            | |
| 2019        | Comissió Gestora                                                                 |                | el president i el gerent del consell comarcal i tres membres elegits per la Generalitat de Catalunya |